# 和歌山市立紀之川中学校
和歌山市立紀之川中学校（わかやましりつきのかわちゅうがっこう）は、和歌山県和歌山市有本にある市立中学校。
中之島小学校、四箇郷小学校、四箇郷北小学校などから進学してくる。

## 概要
校舎は、鉄筋4階建てが3棟で、本館、西館、北館に分かれている。

## 校章
両翼は平和のシンボル鳩のはばたきと、すくすくと成長する双葉を形どり、中央の3本線は川を、そして先端はペン先（学習）を表現し、紀・川・中の文字を図案化したものとされている。

## 校歌
校歌は、日本一短い校歌となっている。

## 沿革
- 1954年 - 和歌山市立紀之川中学校創立
- 2006年 - 2学期制開始
- 2007年 - 校内BGMの導入

## 校長
- 初代　大亦二郎
- 二代　堀田薫
- 三代　父川武史
- 四代　藤本藤雄
- 五代　船渡武夫
- 六代　坂本日出雄
- 七代　中村元治
- 八代　石垣孝
- 九代　玉井千夫
- 十代　馬場佳久
- 十一代　北畑龍一
- 十二代　野上輝雄
- 十三代　畠中清治
- 十四代　根来幸夫
- 十五代　山本陽造
- 十六代　上田康二
- 十七代　池田五十一
- 十八代　栗山隆
- 十九代　林秀晃
- 二十代　谷口薫
- 二十一代　細田能成
- 二十二代　八木実

## 教育目標

### あなたがいてよかったと 言われる人になろう
- 自ら求める生徒（主体性）
  - 問題意識を持って、主体的に取り組む人
  - 物事に積極的に取り組み、最後まで粘り強くやりぬく人
  - 正しい判断力を持って、自らすすんで実践する人

- 自ら省みる生徒（連帯性）
  - 常に自らを省み、他人に暖かい思いやりを持つ人
  - きまりを守り、協力して集団生活の向上に努める人
  - 苦しみや困難にくじけず、誘惑に負けない強い意識を持つ人

- 自ら創る生徒（創造性）
  - 自他の生命を尊重し、平和を求める人
  - 自然や文化を愛し、豊かな心を持つ人
  - スポーツを愛好し、体力・気力の充実に取り組む人

## 学校行事

### 1年生
- 入学式
- 遠足

### 2年生
- 遠足
- 職場体験

### 3年生
- 修学旅行

### 全学年共通
- 写生大会
- 陸上競技大会
- マラソン大会
- 文化祭
- 卒業式

## 生徒会活動

### 執行部
- 生徒会三役
  - 生徒会長
  - 副生徒会長
  - 書記

- 専門委員長
  - 学級委員長
  - 保健委員長
  - 体育委員長
  - 整美委員長
  - 風紀委員長
  - 厚生委員長
  - 図書委員長

### 専門委員会
- 学級委員会
- 保健委員会
- 体育委員会
- 整美委員会
- 風紀委員会
- 厚生委員会
- 図書委員会

## 部活動

### 体育部
- 陸上競技
- 野球
- ソフトボール
- 剣道
- バスケットボール
- バレーボール
- ソフトテニス
- サッカー
- 水泳
- 硬式テニス

### 文化部
- 吹奏楽
- 美術
- 華道
- パソコン

### 奉仕部
- 放送
- 販売
- 園芸

### 特記
- 部員が10人に満たないものは「同好会」と称される。
- 平成19年度で吹奏楽部が最優秀賞を受賞。

## 所在地
〒640-8390 和歌山市有本668番地1

## 交通アクセス

### 鉄道
- JR阪和線紀伊中ノ島駅から徒歩10分
- JR紀勢本線紀和駅から徒歩20分

## 著名な出身者
- 上赤坂佳孝（元サッカー選手、サッカー指導者）
- 落合秀市（野球選手）

## 通学区域が隣接している学校
- 和歌山市立伏虎義務教育学校
- 和歌山市立城東中学校
- 和歌山市立日進中学校
- 和歌山市立高積中学校
- 和歌山市立紀伊中学校
- 和歌山市立有功中学校
- 和歌山市立楠見中学校